# Гвідо Бодлендер
Гвідо Бодлендер (нім. Guido Bodländer; 31 липня 1855, Бреслау — 25 грудня 1904, Брауншвейг) — німецький фізико-хімік і педагог.

## Біографія
Народився 31 липня 1855 року в місті Бреслау (нині Вроцлав, Польща). 1882 року в Бреслау закінчив Сілезький університет Фрідріха-Вільгельма.
У 1882 і 1888 роках був асистентом у приватній лабораторії Моріца Траубе в Бреслау; протягом 1883—1886 років працював у Фармацевтичному інституті в Бонні; у 1889—1897 роках — у Мінералогічному інституті в Клаусталі; у 1897—1899 роках — у Фізико-хімічному інституті Геттінгенського університету. З 1899 року — професор Вищої технічної школи в Брауншвейзі, де заснував Інститут фізичної хімії та електрохімії.
Помер у Брауншвейзі 25 грудня 1904 року.

## Наукова діяльність
Основні дослідження належать до фізичної хімії. Вивчав питання про вплив однієї речовини на розчинність іншої в концентрованих розчинах, запропонував методику дослідження комплексних солей. У 1890-х роках детально вивчив хімізм розчинення золота в ціанистих розчинах (ціанування). Працював також над повільним спалюванням, винайшов нові апарати для газового аналізу.
У 1896 році написав підручник з неорганічної хімії на фізико-хімічній основі. Редагував відділ фізичної хімії в «Meyers Jahrbuch der Chemie».
У 1899 році спільно з Ріхардом Абеггом висловив ідею про спорідненість атомів до електрона — здатності атомів приєднувати електрон.